# Стеліос Малезас
Стеліос Малезас (грец. Στέλιος Μαλεζάς, 11 березня 1985, Катеріні, Греція) — грецький футболіст, захисник. Виступав у складі збірної Греції на чемпіонаті світу (2010) та Європи (2012).

## Спортивна кар'єра
Стеліос Малезас почав футбольну кар'єру 2000 року у юнацькому складі місцевого клубу «Катеріні». У 2003 році Стеліос перейшов у салонікський ПАОК і підписав перший професійний контракт. У сезоні 2004/2005 виступав за клуб «Іродотос» з Іракліону, Крит, на правах оренди, після чого повернувся у ПАОК. У сезоні 2008/2009 Малезас став основним захисником команди. 6 лютого 2009 року дирекція ПАОКа продовжила із Малезосом контракт до 2012 року.
У 2012—2014 роках Малезас виступав у Німеччині за «Фортуна» (Дюссельдорф), після чого повернувся на батьківщину, ставши гравцем «Панетолікоса».
10 серпня 2015 року Стеліос повернувся в ПАОК, з яким став володарем Кубка Греції у сезонах 2016/17, 2017/18 та 2018/19, а також став чемпіоном країни у останньому з цих сезонів.
24 червня 2019 року на правах вільного агента Малезас приєднався до «Ксанті», де провів один сезон, після чого завершив ігрову кар'єру.

### Збірна
2010 року Стеліос Малезас вперше викликаний до національної футбольної збірної Греції тренером Отто Рехагелем, щоправда до основного складу не потрапив. Провів тільки один товариський матч зі збірною Сенегалу. Учасник Чемпіонату світу 2010 року в ПАР та Євро-2012, проте на жодному з турнірів на поле не виходив. Всього провів за збірну 3 матчі.

## Титули і досягнення
- Чемпіон Греції (1):

ПАОК: 2018–19
- Володар Кубка Греції (3):

ПАОК: 2016–17, 2017–18, 2018–19